# Корзиканци
Корзиканци (корз. Corsi) су малобројан романски народ, сродан Италијанима, који претежно живи на острву Корзика, територији Француске у Средоземном мору. Корзиканаца има укупно око 400.000, од чега на Корзици живи до 322.120. Већином су католичке вероисповести. Говоре корзичким језиком, који спада у романску групу индоевропске породице језика.
Корзички језик припада јужнороманској грани романских језика. Али, осим корзичког, на Корзици се употребљавају и француски и италијански језик. Корзички језик је сродан тосканском дијалекту и дуго времена је био колоквијални говор поред италијанског и званични језик на Корзици до 1859. године након чега је италијански заменио француски језик. Процењено је да 1990. године око 50% становника Корзике поседовало знање корзичког, док га је 10% користио као први језик.
Традиционална занимања су виноградарство, повртарство, узгој маслина и питомог кестена, риболов и узгој коза и оваца.
Најпознатији Корзиканац је био Наполеон I Бонапарта.
- Застава Корзике
- Традиционална корзичка јела (pulenda, brocciu и figatellu)